# Grand Prix automobile d'Italie 2023
GP précédent GP suivant
Le Grand Prix automobile d'Italie 2023 (Formula 1 Gran Premio Pirelli d'Italia 2023) disputé le 3 septembre 2023 sur le circuit de Monza, est la 1093e épreuve du championnat du monde de Formule 1 courue depuis 1950, année où le circuit, situé dans le Parco Reale de Monza et surnommé « le Temple de la vitesse », faisait partie des sept pistes utilisées pour cette édition inaugurale. Il s'agit de la soixante-quatorzième édition du Grand Prix d'Italie comptant pour le championnat du monde de Formule 1, la soixante-treizième se tenant à Monza et la quinzième manche du championnat 2023.

## Contexte avant la course

### Test d'évolution de format pour les qualifications
Le Grand Prix d'Italie est le second du championnat à tester un nouveau format de qualification (Alternative Tyre Allocation). Dans le but de réduire le nombre de trains de pneus attribués à chaque écurie, le type de gomme est imposé lors des trois séances de qualifications. Les pilotes doivent chausser des gommes dures lors de la Q1, des medium en Q2 et les pneus tendres en Q3,.

### Confirmation de Liam Lawson par AlphaTauri
Liam Lawson, qui a remplacé au pied levé Daniel Ricciardo à Zandvoort la semaine précédente, est à nouveau aligné en course par la Scuderia AlphaTauri. AlphaTauri précise que Lawson assurera l'intérim jusqu'à la guérison de Ricciardo. Lawson, dont la prochaine course de Formula Nippon est fixée au 28 octobre, pourrait être au départ des Grands Prix de Singapour et du Japon,.

## Pneus disponibles
| Pneus pour piste sèche | Pneus pour piste sèche | Pneus pour piste sèche | Pneus pluie    | Pneus pluie |
| ---------------------- | ---------------------- | ---------------------- | -------------- | ----------- |
| Durs (Type C3)         | Medium (Type C4)       | Tendres (Type C5)      | Intermédiaires | Pluie       |

## Essais libres

### Première séance, le vendredi de 13 h 30 à 14 h 30
| Pos. | Pilote           | Voiture               | Chrono         | Écart     |
| ---- | ---------------- | --------------------- | -------------- | --------- |
| 1    | Max Verstappen   | Red Bull-Honda RBPT   | 1 min 22 s 657 |           |
| 2    | Carlos Sainz Jr. | Ferrari               | 1 min 22 s 703 | + 0 s 046 |
| 3    | Sergio Pérez     | Red Bull-Honda RBPT   | 1 min 22 s 834 | + 0 s 177 |
| 4    | Charles Leclerc  | Ferrari               | 1 min 22 s 966 | + 0 s 309 |
| 5    | George Russell   | Mercedes              | 1 min 23 s 189 | + 0 s 532 |
| 6    | Fernando Alonso  | Aston Martin-Mercedes | 1 min 23 s 214 | + 0 s 557 |

- Felipe Drugovich, pilote-essayeur pour Aston Martin, remplace Lance Stroll au volant de l'AMR23 lors de cette séance d'essai ; il réalise le dix-huitième temps de la session[8].

### Deuxième séance, le vendredi de 17 h à 18 h
| Pos. | Pilote           | Voiture             | Chrono         | Écart     |
| ---- | ---------------- | ------------------- | -------------- | --------- |
| 1    | Carlos Sainz Jr. | Ferrari             | 1 min 21 s 335 |           |
| 2    | Lando Norris     | McLaren-Mercedes    | 1 min 21 s 374 | + 0 s 019 |
| 3    | Sergio Pérez     | Red Bull-Honda RBPT | 1 min 21 s 540 | + 0 s 185 |
| 4    | Oscar Piastri    | McLaren-Mercedes    | 1 min 21 s 545 | + 0 s 190 |
| 5    | Max Verstappen   | Red Bull-Honda RBPT | 1 min 21 s 631 | + 0 s 276 |
| 6    | Charles Leclerc  | Ferrari             | 1 min 21 s 716 | + 0 s 361 |

- La séance est interrompue après seulement trois minutes à cause d'un problème mécanique sur l'Aston Martin de Lance Stroll ; le Canadien, qui n'a pratiquement pas roulé de la journée puisque Drugovich le remplaçait en EL1, s'est arrêté définitivement en bord de piste après avoir perdu sa puissance moteur juste avant la Variante Ascari. Elle est une seconde fois stoppée, à dix minutes du terme, après que Sergio Pérez a perdu l'arrière de sa RB19 dans la Curva Alboreto (ancienne parabolica) ; le Mexicain, qui a mordu dans les graviers, est parti en tête-à-queue mais a évité un gros accident, ne tapant le mur avec son aileron arrière qu'à très faible vitesse. La session reprend alors, pour quatre minutes[10],[11].

### Troisième séance, le samedi de 12 h 30 à 13 h 30
| Pos. | Pilote           | Voiture               | Chrono         | Écart     |
| ---- | ---------------- | --------------------- | -------------- | --------- |
| 1    | Carlos Sainz Jr. | Ferrari               | 1 min 20 s 912 |           |
| 2    | Max Verstappen   | Red Bull-Honda RBPT   | 1 min 20 s 998 | + 0 s 086 |
| 3    | Lewis Hamilton   | Mercedes              | 1 min 21 s 453 | + 0 s 541 |
| 4    | Charles Leclerc  | Ferrari               | 1 min 21 s 486 | + 0 s 574 |
| 5    | Fernando Alonso  | Aston Martin-Mercedes | 1 min 21 s 711 | + 0 s 799 |
| 6    | George Russell   | Mercedes              | 1 min 21 s 730 | + 0 s 818 |

## Séance de qualifications

### Résultats des qualifications et grille de départ
| Pos.                                                                                      | Pilote           | Écurie                | Qualifications 1 | Qualifications 2 | Qualifications 3 |
| ----------------------------------------------------------------------------------------- | ---------------- | --------------------- | ---------------- | ---------------- | ---------------- |
| 1                                                                                         | Carlos Sainz Jr. | Ferrari               | 1 min 21 s 965   | 1 min 20 s 991   | 1 min 20 s 294   |
| 2                                                                                         | Max Verstappen   | Red Bull-Honda RBPT   | 1 min 21 s 573   | 1 min 20 s 937   | 1 min 20 s 307   |
| 3                                                                                         | Charles Leclerc  | Ferrari               | 1 min 21 s 788   | 1 min 20 s 977   | 1 min 20 s 361   |
| 4                                                                                         | George Russell   | Mercedes              | 1 min 22 s 148   | 1 min 21 s 382   | 1 min 20 s 671   |
| 5                                                                                         | Sergio Pérez     | Red Bull-Honda RBPT   | 1 min 21 s 911   | 1 min 21 s 240   | 1 min 20 s 688   |
| 6                                                                                         | Alexander Albon  | Williams-Mercedes     | 1 min 21 s 661   | 1 min 21 s 272   | 1 min 20 s 760   |
| 7                                                                                         | Oscar Piastri    | McLaren-Mercedes      | 1 min 22 s 106   | 1 min 21 s 527   | 1 min 20 s 785   |
| 8                                                                                         | Lewis Hamilton   | Mercedes              | 1 min 21 s 977   | 1 min 21 s 369   | 1 min 20 s 820   |
| 9                                                                                         | Lando Norris     | McLaren-Mercedes      | 1 min 21 s 995   | 1 min 21 s 581   | 1 min 20 s 979   |
| 10                                                                                        | Fernando Alonso  | Aston Martin-Mercedes | 1 min 22 s 043   | 1 min 21 s 543   | 1 min 21 s 417   |
| 11                                                                                        | Yuki Tsunoda     | AlphaTauri-Honda RBPT | 1 min 21 s 852   | 1 min 21 s 594   |                  |
| 12                                                                                        | Liam Lawson      | AlphaTauri-Honda RBPT | 1 min 22 s 112   | 1 min 21 s 758   |                  |
| 13                                                                                        | Nico Hülkenberg  | Haas-Ferrari          | 1 min 22 s 343   | 1 min 21 s 776   |                  |
| 14                                                                                        | Valtteri Bottas  | Alfa Romeo-Ferrari    | 1 min 22 s 249   | 1 min 21 s 940   |                  |
| 15                                                                                        | Logan Sargeant   | Williams-Mercedes     | 1 min 21 s 930   | 1 min 21 s 944   |                  |
| 16                                                                                        | Zhou Guanyu      | Alfa Romeo-Ferrari    | 1 min 22 s 390   |                  |                  |
| 17                                                                                        | Pierre Gasly     | Alpine-Renault        | 1 min 22 s 545   |                  |                  |
| 18                                                                                        | Esteban Ocon     | Alpine-Renault        | 1 min 22 s 548   |                  |                  |
| 19                                                                                        | Kevin Magnussen  | Haas-Ferrari          | 1 min 22 s 592   |                  |                  |
| 20                                                                                        | Lance Stroll     | Aston Martin-Mercedes | 1 min 22 s 860   |                  |                  |
| Temps minimal à réaliser pour la qualification : 1 min 27 s 283 (107 % de 1 min 21 s 573) |                  |                       |                  |                  |                  |

## Course

### Classement de la course
| Pos. | no | Pilote           | Écurie                | Tours | Temps/Abandon                           | Grille | Points |
| ---- | -- | ---------------- | --------------------- | ----- | --------------------------------------- | ------ | ------ |
| 1    | 1  | Max Verstappen   | Red Bull-Honda RBPT   | 51    | 1 h 13 min 41 s 143 (240,318 km/h)      | 2      | 25     |
| 2    | 11 | Sergio Pérez     | Red Bull-Honda RBPT   | 51    | + 6 s 064                               | 5      | 18     |
| 3    | 55 | Carlos Sainz Jr. | Ferrari               | 51    | + 11 s 193                              | 1      | 15     |
| 4    | 16 | Charles Leclerc  | Ferrari               | 51    | + 11 s 377                              | 3      | 12     |
| 5    | 63 | George Russell   | Mercedes              | 51    | + 23 s 028 (dont 5 s de pénalité)       | 4      | 10     |
| 6    | 44 | Lewis Hamilton   | Mercedes              | 51    | + 42 s 679 (dont 5 s de pénalité)       | 8      | 8      |
| 7    | 23 | Alexander Albon  | Williams-Mercedes     | 51    | + 45 s 106                              | 6      | 6      |
| 8    | 4  | Lando Norris     | McLaren-Mercedes      | 51    | + 45 s 449                              | 9      | 4      |
| 9    | 14 | Fernando Alonso  | Aston Martin-Mercedes | 51    | + 46 s 294                              | 10     | 2      |
| 10   | 77 | Valtteri Bottas  | Alfa Romeo-Ferrari    | 51    | + 1 min 04 s 056                        | 14     | 1      |
| 11   | 40 | Liam Lawson      | AlphaTauri-Honda RBPT | 51    | + 1 min 10 s 638                        | 12     |        |
| 12   | 81 | Oscar Piastri    | McLaren-Mercedes      | 51    | + 1 min 13 s 074 (dont 5 s de pénalité) | 7      |        |
| 13   | 2  | Logan Sargeant   | Williams-Mercedes     | 51    | + 1 min 18 s 557 (dont 5 s de pénalité) | 15     |        |
| 14   | 24 | Zhou Guanyu      | Alfa Romeo-Ferrari    | 51    | + 1 min 20 s 164                        | 16     |        |
| 15   | 10 | Pierre Gasly     | Alpine-Renault        | 51    | + 1 min 22 s 510                        | 17     |        |
| 16   | 18 | Lance Stroll     | Aston Martin-Mercedes | 51    | + 1 min 27 s 266                        | 20     |        |
| 17   | 27 | Nico Hulkenberg  | Haas-Ferrari          | 50    | + 1 tour                                | 13     |        |
| 18   | 20 | Kevin Magnussen  | Haas-Ferrari          | 50    | + 1 tour                                | 19     |        |
| Abd. | 31 | Esteban Ocon     | Alpine-Renault        | 39    | Problème de volant                      | 18     |        |
| Np.  | 22 | Yuki Tsunoda     | AlphaTauri-Honda RBPT | 0     | Moteur                                  | 11     |        |

### Pole position et record du tour
- Pole position :  Carlos Sainz Jr. (Ferrari) en 1 min 20 s 294 (259,731 km/h)[15].
- Meilleur tour en course :  Oscar Piastri (McLaren) 1 min 25 s 072 (245,143 km/h) au quarante-troisième tour ; onzième de l'épreuve, il ne peut remporter le point bonus associé[16].

### Tours en tête
- Carlos Sainz Jr. (Ferrari) : 14 tours (1-14)[17]
- Max Verstappen (Red Bull-Honda RBPT) : 33 tours (15-20 / 25-51)
- Sergio Pérez (Red Bull-Honda RBPT) : 1 tour (21)
- Oscar Piastri (McLaren-Mercedes) : 1 tour (22)
- Lewis Hamilton (Mercedes) : 2 tours (23-24)

## Classements généraux à l'issue de la course
| Pos. | Pilote           | Écurie                | Points |
| ---- | ---------------- | --------------------- | ------ |
| 1    | Max Verstappen   | Red Bull-Honda RBPT   | 364    |
| 2    | Sergio Pérez     | Red Bull-Honda RBPT   | 219    |
| 3    | Fernando Alonso  | Aston Martin-Mercedes | 170    |
| 4    | Lewis Hamilton   | Mercedes              | 164    |
| 5    | Carlos Sainz Jr. | Ferrari               | 117    |
| 6    | Charles Leclerc  | Ferrari               | 111    |
| 7    | George Russell   | Mercedes              | 109    |
| 8    | Lando Norris     | McLaren-Mercedes      | 79     |
| 9    | Lance Stroll     | Aston Martin-Mercedes | 47     |
| 10   | Pierre Gasly     | Alpine-Renault        | 37     |
| 11   | Esteban Ocon     | Alpine-Renault        | 36     |
| 12   | Oscar Piastri    | McLaren-Mercedes      | 36     |
| 13   | Alexander Albon  | Williams-Mercedes     | 21     |
| 14   | Nico Hülkenberg  | Haas-Ferrari          | 9      |
| 15   | Valtteri Bottas  | Alfa Romeo-Ferrari    | 6      |
| 16   | Zhou Guanyu      | Alfa Romeo-Ferrari    | 4      |
| 17   | Yuki Tsunoda     | AlphaTauri-Honda RBPT | 3      |
| 18   | Kevin Magnussen  | Haas-Ferrari          | 2      |

| Pos. | Écurie                | Points |
| ---- | --------------------- | ------ |
| 1    | Red Bull-Honda RBPT   | 583    |
| 2    | Mercedes              | 273    |
| 3    | Ferrari               | 228    |
| 4    | Aston Martin-Mercedes | 217    |
| 5    | McLaren-Mercedes      | 115    |
| 6    | Alpine-Renault        | 73     |
| 7    | Williams-Mercedes     | 21     |
| 8    | Haas-Ferrari          | 11     |
| 9    | Alfa Romeo-Ferrari    | 10     |
| 10   | AlphaTauri-Honda RBPT | 3      |

## Statistiques
Le Grand Prix d'Italie 2023 représente :
- la 4e pole position de Carlos Sainz Jr.[20] ;
- la 47e victoire de Max Verstappen, sa douzième de la saison[21] ;
- la 106e victoire de Red Bull, la quatorzième de la saison en autant d'épreuves disputées[22] ;
- le 28e doublé de Red Bull, le sixième de la saison[23] ;
- la 14e victoire de Honda RBPT en tant que motoriste, invaincu à ce point de la saison[24] ;
- le 1er meilleur tour en course d'Oscar Piastri[25].

Au cours de ce Grand Prix :
- Red Bull Racing, avec une série de 14 victoires consécutives dans la même saison bat son record établi lors de l'épreuve précédente[26] ;
- Red Bull Racing, avec une série de 15 victoires consécutives (à cheval sur deux exercices) améliore son précédent record[26] ;
- Max Verstappen, avec une série de 10 victoires consécutives bat le record établi par Sebastian Vettel, également avec Red Bull Racing, entre le Grand Prix de Belgique et le Grand Prix du Brésil en 2013[27] ;
- Fernando Alonso, en tête de ce classement, atteint la barre des 20 000 tours en Formule 1[28] ;
- George Russell passe la barre des 400 points inscrits en Formule 1 (403 points)[29] ;
- Carlos Sainz Jr. est élu « pilote du jour » à l'issue d'un vote organisé sur le site officiel de la Formule 1[30] ;
- Vitantonio Liuzzi (80 départs en Grands Prix entre 2005 et 2011, 26 points inscrits) est nommé conseiller par la FIA pour aider dans leurs jugements le groupe des commissaires de course[31].